# Superclásico

Die Logos von River Plate (l.) und der Boca Juniors (r.)

Als Superclásico (Superklassiker) wird die Partie zwischen den Fußballklubs Boca Juniors und River Plate bezeichnet. Die beiden populärsten argentinischen Vereine sind im selben Stadtteil der Hauptstadt Buenos Aires gegründet worden. Ihre Duelle sind wohl – gemeinsam mit dem Old Firm in Glasgow – das bekannteste Stadtderby der Sportwelt. Einen besonderen Stellenwert hat die Begegnung für die Fans beide Lager. Durch Gewaltaktionen der Anhänger gelangt das Derby dabei oft zu unrühmlichen Schlagzeilen.

## Hintergründe

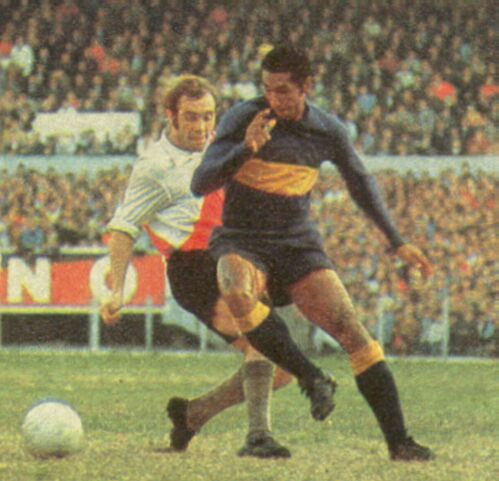
Spielszene um 1970 mit Julio Meléndez im Dress von Boca Juniors und Daniel Onega für River Plate

Beide Klubs stammen aus der Hauptstadt Buenos Aires und haben im Hafenviertel La Boca, von italienischen Einwanderern gegründet, denselben Ursprung. Durch den Umzug von River Plate in den 1930er Jahren in das Wohlhabendenviertel Núñez entstand die große Rivalität. Fortan galten die River-Fans als die Reichen, und der Verein erhielt den Spitznamen Los Millonarios; die Boca-Anhänger als die Armen, wenngleich sich beide Fanlager heute aus allen sozialen Schichten rekrutieren. Die Juniors hielten dem Arbeiterviertel La Boca, wo der Klub 1905 von italienischen Einwanderern gegründet wurde, bis heute die Treue.
Die Superclásicos versetzen ganz Argentinien in einen Ausnahmezustand. Dabei reicht das Interesse weit über die Landeshauptstadt hinaus. In ganz Argentinien ist der Superclásico ein brisantes Thema und Ausgangspunkt für emotionale Auseinandersetzungen zwischen den Fanlagern.
Das Stadtderby erhält darüber hinaus auch in Europa eine große Aufmerksamkeit. So rangiert der Superclásico in einer Liste der erlebnisreichsten Sportereignisse der Welt, aufgestellt von der englischen Wochenzeitschrift The Observer, auf Platz eins.
Die Brisanz dieses Stadtderbys resultiert vor allem aus den 1920er bis 1940er Jahren. Damals dominierten die beiden Klubs den argentinischen Fußball. Trotz der Erfolge einiger anderer Vereine ist ihr Duell bis heute das Spiel der Spiele im argentinischen Fußball.
1907 soll zwischen den beiden rivalisierenden Klubs ein Entscheidungsspiel um die Vereinsfarben stattgefunden haben. River Plate gewann und durfte fortan die Farben Rot und Weiß tragen. Boca Juniors musste auf Blau und Gelb ausweichen, die Farben eines schwedischen Schiffes, das zu dieser Zeit im Hafen von La Boca lag.
Der erste offizielle Superclásico fand am 24. August 1913 statt. River gewann mit 2:1. Das Spiel wurde auf dem Sportplatz von Racing Club ausgetragen.
Der erste Superclásico im argentinischen Profifußball ereignete sich am 20. September 1931. Die Teams trennten sich im Stadion der Boca Juniors mit 1:1.
Alfredo Di Stéfano gelang als einzigem Trainer das Kunststück, mit beiden Klubs die argentinische Meisterschaft zu gewinnen. Erst holte er mit den Boca Juniors 1969 den Titel, 1981 dann mit Erzrivalem River Plate.

## Fans

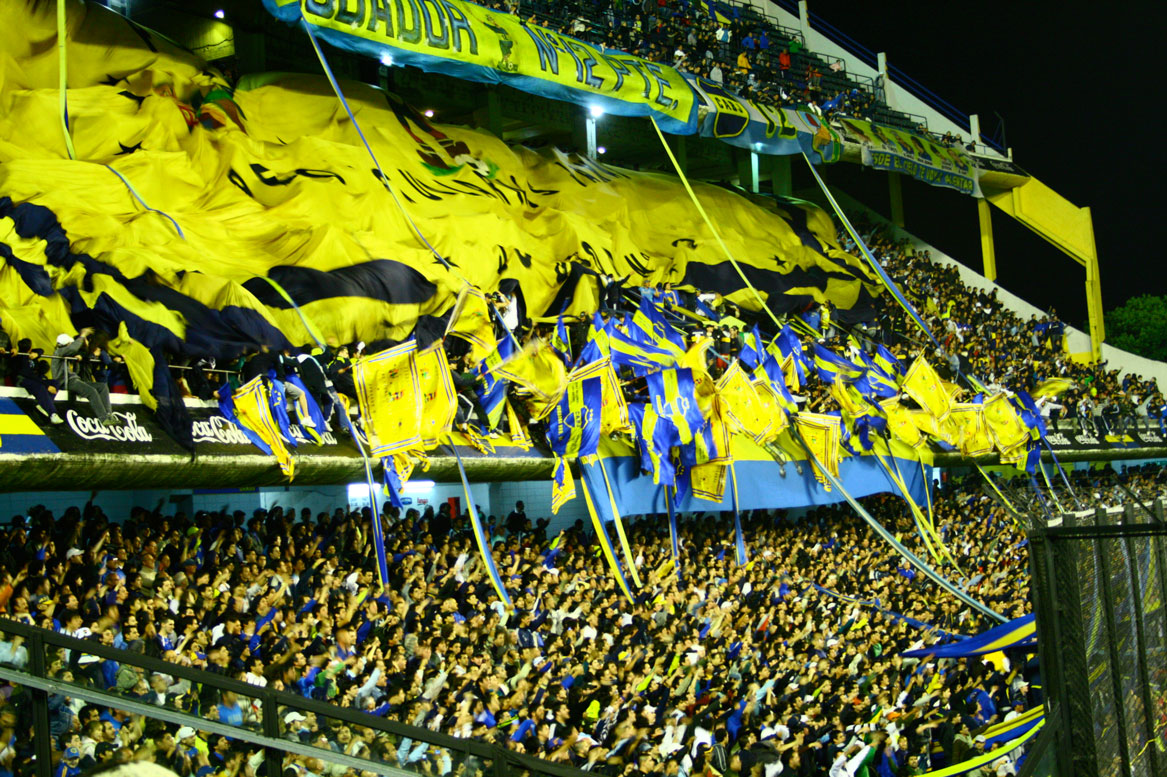
La 12: Die Fans von Boca Juniors

Die Superclásicos sind vor allem wegen der Fans ein großes Spektakel. So herrscht während der Partie im Stadion eine ohrenbetäubende Stimmung. In Argentinien zählen sich etwa 40 % als Boca-Anhänger, etwa 30 % nennen River als ihren Lieblingsklub. Die Boca-Anhänger sind eher der Arbeiterklasse zuzuordnen, die Fans von River Plate entstammen hingegen zu einem größeren Teil der Mittel- und Oberschicht. Daher gelten die Superclásicos auch als Kampf zwischen den beiden sozialen Klassen in Buenos Aires und im gesamten Land.
Die River-Anhänger bezeichnen die Boca-Fans als „Bosteros“ (Kotsammler). Damit spielen sie auf die gleichnamigen früheren städtischen Bediensteten an, die für das Aufsammeln des Pferdekots zuständig waren. Umgekehrt titulieren die Bocas die Rot-Weißen als „Feiglinge“. Sie nennen sie „Gallinas“ (Hühner).
Beide Klubs besitzen große Fanorganisationen. Die der Bocas heißt „La Doce“ (der zwölfte Mann), die von River Plate „Los Borrachos del Tablón“ (Die Besoffenen von der Theke).

### Gewalt
Immer wieder standen bei Superclásicos gewalttätige Handlungen der Fans im Vordergrund. Die besondere Brisanz der Duelle und die damit verbundenen Emotionen und die freiwerdende Energie der Fans steigerte sich immer wieder in gewalttätige Handlungen.
Dabei präsentierten sich vor allem die Boca-Anhänger als Schrittmacher der extremen Fan-Gewalt. Besonders bekannt wurde José Barrita. Der mittlerweile verstorbene Barrita war der Anführer der Boca-Fanbewegung „La Doce“. Er wurde von den Anhängern „El Abuelo“ (der Großvater) genannt. Gefürchtet war er für sein eisernes und skrupelloses Regime. Die River-Fanorganisation „Los Borrachos del Tablón“ gilt ebenfalls als äußerst gewaltbereit.
Am 23. Juni 1968 ereignete sich bei einem Superclásico im El Monumental die schlimmste Tragödie des argentinischen Fußballs. Nach dem Spiel (Endstand 0:0) starben 74 Menschen und über 150 wurden verletzt. Ein Ausgang des Stadions war verschlossen und die Massen versuchten immer weiter das Stadion zu verlassen. Ausgelöst wurde die Massenpanik durch die Boca-Fans. Diese hatten brennende Zeitungen in die Menge geworfen. Gerichtlich konnte der Vorfall nie ganz geklärt werden. Niemand ist wegen seines gewalttätigen Vorgehens verurteilt worden.
Im April 1994 soll der Boca-Anführer José Barrita nach einer 2:0-Niederlage im Superclásico den Mord an zwei River-Fans in Auftrag gegeben haben. Die zynische Bemerkung eines vermummten Boca-Anhängers im Fernsehen lautete schlicht: „Empatamos“ (Wir haben ausgeglichen). Anschließend war diese Bemerkung als Graffiti in der Stadt zu finden.
1996 wurden zwei weitere River-Fans ermordet. Diese Morde werden ebenfalls José Barrita zugeschrieben, der sie in Auftrag gegeben haben soll.
1997 stahlen River-Fans die berühmten Fahnen der Boca-Fans während eines Superclásico im La Bombonera. Viele Boca-Fans rechtfertigen mit dieser Aktion bis heute gewalttätige Übergriffe auf River-Fans.
Im Jahr 2002 kam beim Superclásico ein 14-jähriger Junge ums Leben. Danach beruhigte sich die Lage allerdings. Die Spieler beider Klubs riefen ihre Anhänger zum „Frieden in den Stadien“ auf.
Nach den gewalttätigen Ausschreitungen vor dem Finalrückspiel der Copa Libertadores 2018, als unter anderem der Mannschaftsbus der Boca Juniors mit Steinen attackiert wurde und mehrere Spieler Verletzungen erlitten, wurde die Partie nach Madrid und damit erstmals ins Ausland verlegt.

## Spielweisen
Boca Juniors gegen River Plate wird auch als das Aufeinandertreffen zwei verschiedener Spielweisen mythifiziert. Während die River-Fans Ballkünstler in ihren Reihen erwarten, setzen die Boca-Anhänger auf den Erwerb kampfbeseelter Spieler.
Das Spiel von River Plate ist traditionell durch Show geprägt. Der Gegner soll getunnelt werden, die Spieler sollen immer wieder neue Tricks auf dem Spielfeld präsentieren, die die ganze Fußballwelt zum Staunen bringen. Das Spiel von River soll insgesamt elegant wirken. Eine weitere Philosophie der Rot-Weißen ist das direkte Weiterspielen des Balles. Dies ist schon zu einem Markenzeichen für den Klub geworden.
Bei den Boca Juniors setzt man hingegen auf Kampfgeist. Die Boca-Fans bezeichnen die Spieler von River als „Tänzerinnen, denen die Luft ausbleibt, wenn es im Spiel männlich zur Sache geht.“ Die Fans erwarten von ihren Kickern Aufopferung, Hartnäckigkeit und Mut.

## Statistiken

### Spielstatistik
In der Liga hat Boca Juniors die meisten Superclásicos gewonnen. 70 Spiele der insgesamt 193 gingen seit der Einführung des Profifußballs in Argentinien (1931) auf das Konto Bocas. 63 Spiele konnte River Plate hingegen für sich entscheiden. 60 Spiele endeten unentschieden. Boca erzielte in den Superclásicos 265 Tore, River Plate traf 251 Mal (Stand: 28. November 2014).
Der höchste Sieg gelang Boca Juniors am 23. Dezember 1928. Boca bezwang River mit 6:0. Nach Einführung des Profifußballs durften beide Teams einen 5:1-Heimsieg feiern. Zudem deklassierte Boca den Gastgeber River einmal mit 5:1 (1982) und einmal auch mit 4:0 (1955).
Die torreichste Begegnung ereignete sich mit insgesamt neun Treffern am 15. Oktober 1972. River siegte vor heimischen Publikum mit 5:4. Zu Beginn war River mit 2:0 in Führung gegangen. Dann drehte Boca das Spiel um und ging mit 4:2 in Front. Mit drei erneuten Toren sicherte sich River dann allerdings den Sieg. Acht Tore fielen außerdem bei einem 5:3-Heimsieg von River im Jahre 1957.
| Wettbewerb               | Spiele | Siege River | Siege Boca | Remis | Tore River | Tore Boca |
| ------------------------ | ------ | ----------- | ---------- | ----- | ---------- | --------- |
| National (Liga)          | 193    | 63          | 70         | 60    | 251        | 265       |
| National (Pokal)         | 7      | 3           | 1          | 3     | 7          | 5         |
| International            | 26     | 7           | 10         | 9     | 20         | 29        |
| Amateurbereich           | 10     | 4           | 3          | 3     | 11         | 14        |
| Freundschaftsspiele      | 116    | 36          | 43         | 37    | 139        | 155       |
| Gesamt                   | 352    | 113         | 127        | 112   | 428        | 468       |
| Stand: 28. November 2014 |        |             |            |       |            |           |

### Liste der Superclásicos
Nachfolgend sind die Ergebnisse der Liga-Superclásicos seit der Einführung des Profifußballs in Argentinien (1931) zu finden.
| Datum      | Heim         | Gast         | Ergebnis        | Datum      | Heim         | Gast         | Ergebnis |
| ---------- | ------------ | ------------ | --------------- | ---------- | ------------ | ------------ | -------- |
| 20.09.1931 | Boca Juniors | River Plate  | 1:1             | 06.01.1932 | River Plate  | Boca Juniors | 0:3      |
| 19.06.1932 | River Plate  | Boca Juniors | 1:1             | 31.10.1932 | Boca Juniors | River Plate  | 2:1      |
| 02.07.1933 | Boca Juniors | River Plate  | 1:1             | 19.11.1933 | River Plate  | Boca Juniors | 3:1      |
| 17.06.1934 | Boca Juniors | River Plate  | 4:1             | 16.10.1934 | River Plate  | Boca Juniors | 0:1      |
| 04.11.1934 | Boca Juniors | River Plate  | 2:0             | 21.04.1935 | Boca Juniors | River Plate  | 1:0      |
| 01.10.1935 | River Plate  | Boca Juniors | 1:1             | 19.04.1936 | Boca Juniors | River Plate  | 2:3      |
| 30.08.1936 | River Plate  | Boca Juniors | 2:1             | 08.08.1937 | Boca Juniors | River Plate  | 2:1      |
| 12.12.1937 | River Plate  | Boca Juniors | 3:2             | 10.04.1938 | Boca Juniors | River Plate  | 1:2      |
| 04.09.1938 | River Plate  | Boca Juniors | 2:2             | 11.06.1939 | River Plate  | Boca Juniors | 0:2      |
| 05.11.1939 | Boca Juniors | River Plate  | 1:2             | 30.06.1940 | Boca Juniors | River Plate  | 3:1      |
| 17.11.1940 | River Plate  | Boca Juniors | 1:1             | 29.06.1941 | Boca Juniors | River Plate  | 2:1      |
| 19.10.1941 | River Plate  | Boca Juniors | 5:1             | 19.07.1942 | River Plate  | Boca Juniors | 4:0      |
| 08.11.1942 | Boca Juniors | River Plate  | 2:2             | 16.05.1943 | River Plate  | Boca Juniors | 3:1      |
| 26.09.1943 | Boca Juniors | River Plate  | 2:1             | 15.05.1944 | Boca Juniors | River Plate  | 1:1      |
| 03.09.1944 | River Plate  | Boca Juniors | 0:1             | 29.07.1945 | River Plate  | Boca Juniors | 1:0      |
| 18.11.1945 | Boca Juniors | River Plate  | 4:1             | 30.06.1946 | River Plate  | Boca Juniors | 2:0      |
| 27.10.1946 | Boca Juniors | River Plate  | 2:0             | 27.04.1947 | Boca Juniors | River Plate  | 2:0      |
| 24.08.1947 | River Plate  | Boca Juniors | 2:1             | 01.08.1948 | Boca Juniors | River Plate  | 1:2      |
| 08.12.1948 | River Plate  | Boca Juniors | 1:1             | 31.07.1949 | River Plate  | Boca Juniors | 1:0      |
| 13.11.1949 | Boca Juniors | River Plate  | 2:0             | 11.06.1950 | River Plate  | Boca Juniors | 1:0      |
| 12.10.1950 | Boca Juniors | River Plate  | 1:2             | 15.07.1951 | River Plate  | Boca Juniors | 1:0      |
| 01.11.1951 | Boca Juniors | River Plate  | 0:3             | 08.06.1952 | Boca Juniors | River Plate  | 2:1      |
| 08.11.1952 | River Plate  | Boca Juniors | 3:1             | 09.06.1953 | River Plate  | Boca Juniors | 2:3      |
| 01.11.1953 | Boca Juniors | River Plate  | 1:0             | 18.07.1954 | Boca Juniors | River Plate  | 0:1      |
| 31.10.1954 | River Plate  | Boca Juniors | 3:0             | 17.10.1955 | River Plate  | Boca Juniors | 0:4      |
| 08.12.1955 | Boca Juniors | River Plate  | 1:2             | 22.04.1956 | River Plate  | Boca Juniors | 2:1      |
| 09.09.1956 | Boca Juniors | River Plate  | 2:1             | 21.07.1957 | Boca Juniors | River Plate  | 2:2      |
| 24.11.1957 | River Plate  | Boca Juniors | 5:3             | 28.09.1958 | River Plate  | Boca Juniors | 2:2      |
| 21.12.1958 | Boca Juniors | River Plate  | 2:2             | 19.05.1959 | Boca Juniors | River Plate  | 5:1      |
| 06.09.1959 | River Plate  | Boca Juniors | 2:3             | 17.04.1960 | River Plate  | Boca Juniors | 1:1      |
| 11.09.1960 | Boca Juniors | River Plate  | 3:1             | 06.08.1961 | River Plate  | Boca Juniors | 2:2      |
| 12.11.1961 | Boca Juniors | River Plate  | 3:1             | 26.08.1962 | River Plate  | Boca Juniors | 3:1      |
| 09.12.1962 | Boca Juniors | River Plate  | 1:0             | 28.07.1963 | Boca Juniors | River Plate  | 2:0      |
| 17.11.1963 | River Plate  | Boca Juniors | 0:1             | 16.08.1964 | River Plate  | Boca Juniors | 0:0      |
| 29.11.1964 | Boca Juniors | River Plate  | 1:1             | 04.07.1965 | River Plate  | Boca Juniors | 1:2      |
| 08.12.1965 | Boca Juniors | River Plate  | 2:1             | 03.04.1966 | Boca Juniors | River Plate  | 1:3      |
| 21.08.1966 | River Plate  | Boca Juniors | 2:0             | 23.04.1967 | Boca Juniors | River Plate  | 0:0      |
| 08.07.1967 | River Plate  | Boca Juniors | 1:0             | 26.11.1967 | River Plate  | Boca Juniors | 0:1      |
| 07.04.1968 | Boca Juniors | River Plate  | 1:1             | 23.06.1968 | River Plate  | Boca Juniors | 0:0      |
| 27.10.1968 | Boca Juniors | River Plate  | 3:1             | 02.03.1969 | Boca Juniors | River Plate  | 1:1      |
| 04.05.1969 | River Plate  | Boca Juniors | 2:0             | 03.07.1969 | Boca Juniors | River Plate  | 0:0      |
| 14.12.1969 | River Plate  | Boca Juniors | 2:2             | 14.06.1970 | Boca Juniors | River Plate  | 1:0      |
| 27.09.1970 | River Plate  | Boca Juniors | 2:1             | 15.11.1970 | Boca Juniors | River Plate  | 0:0      |
| 10.03.1971 | Boca Juniors | River Plate  | 1:2             | 10.06.1971 | River Plate  | Boca Juniors | 3:3      |
| 28.11.1971 | River Plate  | Boca Juniors | 3:1             | 12.03.1972 | River Plate  | Boca Juniors | 0:4      |
| 18.06.1972 | Boca Juniors | River Plate  | 2:2             | 15.10.1972 | River Plate  | Boca Juniors | 5:4      |
| 13.12.1972 | River Plate  | Boca Juniors | 3:2             | 04.03.1973 | River Plate  | Boca Juniors | 2:1      |
| 27.06.1973 | Boca Juniors | River Plate  | 5:2             | 11.11.1973 | Boca Juniors | River Plate  | 0:1      |
| 03.02.1974 | Boca Juniors | River Plate  | 5:2             | 31.03.1974 | River Plate  | Boca Juniors | 3:1      |
| 25.08.1974 | Boca Juniors | River Plate  | 1:0             | 03.11.1974 | River Plate  | Boca Juniors | 1:1      |
| 17.04.1975 | Boca Juniors | River Plate  | 1:2             | 27.07.1975 | River Plate  | Boca Juniors | 0:1      |
| 21.09.1975 | Boca Juniors | River Plate  | 1:2             | 26.10.1975 | River Plate  | Boca Juniors | 1:2      |
| 18.02.1976 | River Plate  | Boca Juniors | 0:0             | 18.04.1976 | Boca Juniors | River Plate  | 0:1      |
| 26.09.1976 | Boca Juniors | River Plate  | 1:1             | 14.11.1976 | River Plate  | Boca Juniors | 0:2      |
| 22.12.1976 | River Plate  | Boca Juniors | 0:1             | 14.08.1977 | River Plate  | Boca Juniors | 1:1      |
| 29.11.1977 | Boca Juniors | River Plate  | 1:2             | 12.07.1978 | Boca Juniors | River Plate  | 1:0      |
| 15.10.1978 | River Plate  | Boca Juniors | 1:0             | 23.09.1979 | River Plate  | Boca Juniors | 1:1      |
| 11.11.1979 | Boca Juniors | River Plate  | 1:1             | 02.03.1980 | Boca Juniors | River Plate  | 2:5      |
| 15.06.1980 | River Plate  | Boca Juniors | 2:1             | 21.09.1980 | River Plate  | Boca Juniors | 2:2      |
| 02.11.1980 | Boca Juniors | River Plate  | 1:0             | 10.04.1981 | Boca Juniors | River Plate  | 3:0      |
| 05.07.1981 | River Plate  | Boca Juniors | 1:1             | 27.09.1981 | Boca Juniors | River Plate  | 2:3      |
| 01.11.1981 | River Plate  | Boca Juniors | 2:2             | 07.03.1982 | River Plate  | Boca Juniors | 1:5      |
| 25.04.1982 | Boca Juniors | River Plate  | 0:0             | 19.09.1982 | River Plate  | Boca Juniors | 1:1      |
| 22.12.1982 | Boca Juniors | River Plate  | 0:2             | 05.10.1983 | River Plate  | Boca Juniors | 1:2      |
| 19.10.1983 | Boca Juniors | River Plate  | 1:0             | 24.06.1984 | Boca Juniors | River Plate  | 1:1      |
| 11.11.1984 | River Plate  | Boca Juniors | 4:1             | 27.10.1985 | River Plate  | Boca Juniors | 1:0      |
| 06.04.1986 | Boca Juniors | River Plate  | 0:2             | 02.11.1986 | Boca Juniors | River Plate  | 1:0      |
| 13.04.1987 | River Plate  | Boca Juniors | 1:1             | 22.11.1987 | River Plate  | Boca Juniors | 3:2      |
| 30.04.1988 | Boca Juniors | River Plate  | 2:2             | 18.09.1988 | River Plate  | Boca Juniors | 0:2      |
| 05.02.1989 | Boca Juniors | River Plate  | 0:0 (3:4 i. E.) | 19.07.1989 | River Plate  | Boca Juniors | 0:0      |
| 24.07.1989 | Boca Juniors | River Plate  | 0:0             | 27.07.1989 | River Plate  | Boca Juniors | 2:1      |
| 06.09.1989 | Boca Juniors | River Plate  | 1:0             | 02.02.1990 | River Plate  | Boca Juniors | 1:1      |
| 23.09.1990 | River Plate  | Boca Juniors | 2:0             | 31.03.1991 | Boca Juniors | River Plate  | 1:0      |
| 10.11.1991 | Boca Juniors | River Plate  | 0:0             | 03.05.1992 | River Plate  | Boca Juniors | 2:2      |
| 11.10.1992 | Boca Juniors | River Plate  | 1:0             | 11.04.1993 | River Plate  | Boca Juniors | 0:2      |
| 17.10.1993 | River Plate  | Boca Juniors | 0:1             | 01.05.1994 | Boca Juniors | River Plate  | 0:2      |
| 11.12.1994 | Boca Juniors | River Plate  | 0:3             | 18.06.1995 | River Plate  | Boca Juniors | 2:4      |
| 26.11.1995 | River Plate  | Boca Juniors | 0:0             | 14.07.1996 | Boca Juniors | River Plate  | 4:1      |
| 29.09.1996 | Boca Juniors | River Plate  | 3:2             | 24.03.1997 | River Plate  | Boca Juniors | 3:3      |
| 25.10.1997 | River Plate  | Boca Juniors | 1:2             | 11.04.1998 | Boca Juniors | River Plate  | 3:2      |
| 25.10.1998 | River Plate  | Boca Juniors | 0:0             | 09.05.1999 | Boca Juniors | River Plate  | 2:1      |
| 17.10.1999 | River Plate  | Boca Juniors | 2:0             | 14.05.2000 | Boca Juniors | River Plate  | 1:1      |
| 15.10.2000 | River Plate  | Boca Juniors | 1:1             | 08.04.2001 | Boca Juniors | River Plate  | 3:0      |
| 16.09.2001 | River Plate  | Boca Juniors | 1:1             | 10.03.2002 | Boca Juniors | River Plate  | 0:3      |
| 27.10.2002 | River Plate  | Boca Juniors | 1:2             | 01.06.2003 | Boca Juniors | River Plate  | 2:2      |
| 09.09.2003 | River Plate  | Boca Juniors | 0:2             | 16.04.2004 | Boca Juniors | River Plate  | 0:1      |
| 07.11.2004 | River Plate  | Boca Juniors | 2:0             | 22.05.2005 | Boca Juniors | River Plate  | 2:1      |
| 16.10.2005 | River Plate  | Boca Juniors | 0:0             | 26.03.2006 | Boca Juniors | River Plate  | 1:1      |
| 08.10.2006 | River Plate  | Boca Juniors | 3:1             | 15.04.2007 | Boca Juniors | River Plate  | 1:1      |
| 07.10.2007 | River Plate  | Boca Juniors | 2:0             | 04.05.2008 | Boca Juniors | River Plate  | 1:0      |
| 19.10.2008 | River Plate  | Boca Juniors | 0:1             | 19.04.2009 | Boca Juniors | River Plate  | 1:1      |
| 28.10.2009 | River Plate  | Boca Juniors | 1:1             | 25.03.2010 | Boca Juniors | River Plate  | 2:0      |
| 16.11.2010 | River Plate  | Boca Juniors | 1:0             | 15.05.2011 | Boca Juniors | River Plate  | 2:0      |
| 28.10.2012 | River Plate  | Boca Juniors | 2:2             | 05.05.2013 | Boca Juniors | River Plate  | 1:1      |
| 06.10.2013 | River Plate  | Boca Juniors | 0:1             | 30.03.2014 | Boca Juniors | River Plate  | 1:2      |
| 05.10.2014 | River Plate  | Boca Juniors | 1:1             | 20.11.2014 | Boca Juniors | River Plate  | 0:0      |
| 27.11.2014 | River Plate  | Boca Juniors | 1:0             | 03.05.2015 | Boca Juniors | River Plate  | 2:0      |
| 07.05.2015 | River Plate  | Boca Juniors | 1:0             | 14.05.2015 | Boca Juniors | River Plate  | 0:0      |
| 13.09.2015 | River Plate  | Boca Juniors | 0:1             | 06.03.2016 | River Plate  | Boca Juniors | 0:0      |
| 24.04.2016 | Boca Juniors | River Plate  | 0:0             | 11.12.2016 | River Plate  | Boca Juniors | 2:4      |
| 05.11.2017 | River Plate  | Boca Juniors | 1:2             | 23.09.2018 | Boca Juniors | River Plate  | 0:2      |
| 01.09.2019 | River Plate  | Boca Juniors | 0:0             | 03.10.2021 | River Plate  | Boca Juniors | 2:1      |
| 11.09.2022 | Boca Juniors | River Plate  | 1:0             | 07.05.2023 | River Plate  | Boca Juniors | 1:0      |
| 21.09.2024 | Boca Juniors | River Plate  | 0:1             | 27.04.2025 | River Plate  | Boca Juniors | 2:1      |

### Erfolgreichste Torschützen in Pflichtspielen
| Name              | Team         | Tore |
| ----------------- | ------------ | ---- |
| Ángel Labruna     | River Plate  | 16   |
| Óscar Mas         | River Plate  | 12   |
| Paulo Valentim    | Boca Juniors | 10   |
| Carlos Morete     | River Plate  | 9    |
| Martín Palermo    | Boca Juniors | 9    |
| Bernabé Ferreyra  | River Plate  | 8    |
| Alfredo Curioni   | Boca Juniors | 7    |
| Osvaldo Potente   | Boca Juniors | 7    |
| Diego Latorre     | Boca Juniors | 6    |
| Félix Loustau     | River Plate  | 6    |
| Alfredo Rojas     | Boca Juniors | 6    |
| Francisco Varallo | Boca Juniors | 6    |

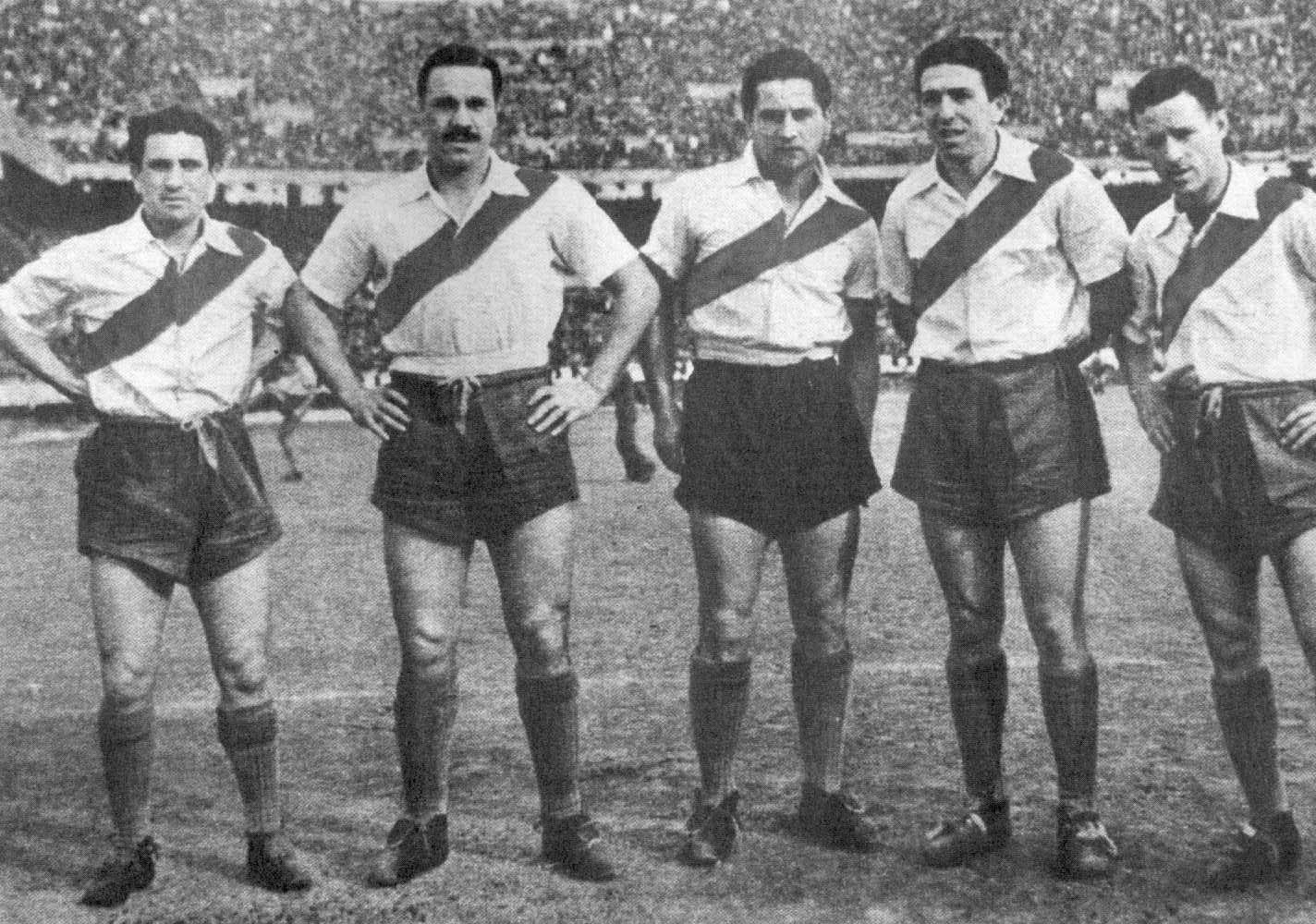
La Máquina (Die Maschine): Juan C. Muñoz, José M. Moreno, Adolfo Pedernera, Ángel Labruna und Félix Lousteau (v. links)

Die Boca Juniors konnten zwar die meisten Superclásico-Tore erzielen, die beiden erfolgreichsten Torschützen stellt allerdings River Plate. Am häufigsten traf Ángel Labruna (16 Tore), der für River von 1939 bis 1959 aktiv war und zum fünfköpfigen Kern der legendär gewordenen River-Plate-Mannschaft von 1941-1947 (La Máquina) gehörte. An zweiter Stelle der Torschützenliste rangiert Óscar Mas (12), der ebenfalls für River Plate auf Torejagd ging. Diego Maradona erzielte für die Boca Juniors fünf Superclásico-Tore.

## Publikationen
- Hugo Martínez de León: El superclásico: Boca-River - historia y secretos de una pasión. Buenos Aires, Libros en red, 2004.